# Cristina Duarte
Cristina Duarte est née à Lisbonne en 1962, et a la nationalité capverdienne. Elle est ministre des finances, de la planification et de l'administration publique du Cap-Vert, de 2006 à 2016.

## Biographie
Née à Lisbonne le 2 septembre 1962, son père, Manuel Duarte, est un combattant pour l'indépendance, luttant contre l'empire colonial portugais en Angola, en Guinée-Bissau et au Cap-Vert. Elle fréquente l'école primaire en Angola, où elle vit jusqu'à l'âge de 12 ans. C'est alors que se produit au Portugal la Révolution du 25 avril 1974 ou révolution des œillets, avec la chute du régime dictatorial, l'effondrement de l'Estado Novo. Cet effondrement a également comme conséquence l'accès à l'indépendance des anciennes colonies portugaises. Sa famille étant revenue au Cap-Vert en avril 1974, elle fréquente y l'école secondaire, puis continue des études supérieures au Portugal, où elle mène des études de sciences économiques à l'Université Technique de Lisbonne.
Elle se marie à un italien et a une fille. Elle parle couramment le français, l'anglais, l'italien, le portugais et le créole du Cap-vert.
Cristina Duarte a une expérience professionnelle diversifiée. Elle travaille pour l'administration de son pays et est  notamment  Directrice générale du Bureau des études et de la planification du Ministère du Développement Rural de 1986 à 1991. Puis elle devient Consultante auprès de l'Organisation des Nations unies pour l'alimentation et l'agriculture (FAO) , puis du Programme des Nations unies pour le développement (PNUD), et enfin de la Banque Mondiale. Elle reprend des études au début des années 1990, vit quelques années aux États-Unis et obtient un MBA , à la Thunderbird School of Global Management (Arizona,dans le domaine de la Finance internationale et des marchés de capitaux émergents. Elle acquiert ensuite une expérience complémentaire en travaillant pour le secteur privé, au sein de Citigroup/Citibank. 
En 2006, membre du Parti africain pour l'indépendance du Cap-Vert (PAICV), elle devient Ministre des finances, de la planification et de l'administration publique du Cap-Vert. Elle participe à ce titre à l’évolution économique du Cap Vert, pays qui passe du statut de pays moins avancés (PMA) à celui de pays à revenu intermédiaire, alors qu'il est dépourvu de ressources naturelles. Elle est également gouverneur de la Banque Africaine de Développement, de la Banque Mondiale et du Fonds Monétaire International.
En 2014, elle est considérée par le magazine Financial Afrik, comme l'une des 100 personnes les plus influentes en Afrique. En 2015, elle est candidate à la présidence de la Banque Africaine de Développement,, mais le choix se porte sur le nigerian Akinwumi Adesina,. En mars 2016, le principal parti d'opposition, de tendance libérale, le Mouvement pour la démocratie (MPD), gagne les élections législatives cap-verdienne, avec plus de 53 % des voix, devant le Parti africain pour l’indépendance du Cap-Vert (PAICV). Il revient dès lors à ce parti victorieux de former un nouveau gouvernement.